# Iryna Jariv
Iryna Jariv –en ucraniano, Ірина Харів– (22 de octubre de 1989) es una deportista ucraniana que compite en lucha libre. Ganó una medalla de bronce en el Campeonato Mundial de Lucha de 2014 y una medalla de plata en el Campeonato Europeo de Lucha de 2009.

## Palmarés internacional
| Campeonato Mundial | Campeonato Mundial   | Campeonato Mundial | Campeonato Mundial |
| Año                | Lugar                | Medalla            | Categoría          |
| ------------------ | -------------------- | ------------------ | ------------------ |
| 2014               | Taskent (Uzbekistán) | Medalla de bronce  | 55 kg              |
| Campeonato Europeo |                      |                    |                    |
| Año                | Lugar                | Medalla            | Categoría          |
| 2009               | Vilna (Lituania)     | Medalla de plata   | 59 kg              |